# Carcelia gnava
Carcelia gnava är en tvåvingeart som först beskrevs av Johann Wilhelm Meigen 1824.  Carcelia gnava ingår i släktet Carcelia och familjen parasitflugor. Arten är reproducerande i Sverige. Inga underarter finns listade i Catalogue of Life.